# Казацкое (Сумская область)
Каза́цкое (укр. Козацьке) — село,
Казацкий сельский совет,
Конотопский район,
Сумская область,
Украина.
Код КОАТУУ — 5922083801.
Является административным центром Казацкого сельского совета, в который, кроме того, входят сёла
Вовчик,
Новомутин и
Щёкинское.

## Географическое положение
Село Казацкое находится недалеко от истоков реки Канава Новая Косова.
К селу примыкает большой лесной массив урочище Мутынский Бор.
На расстоянии до 1 км расположены сёла Бочечки и Щёкинское.
Рядом проходит автомобильная дорога Т-1914.

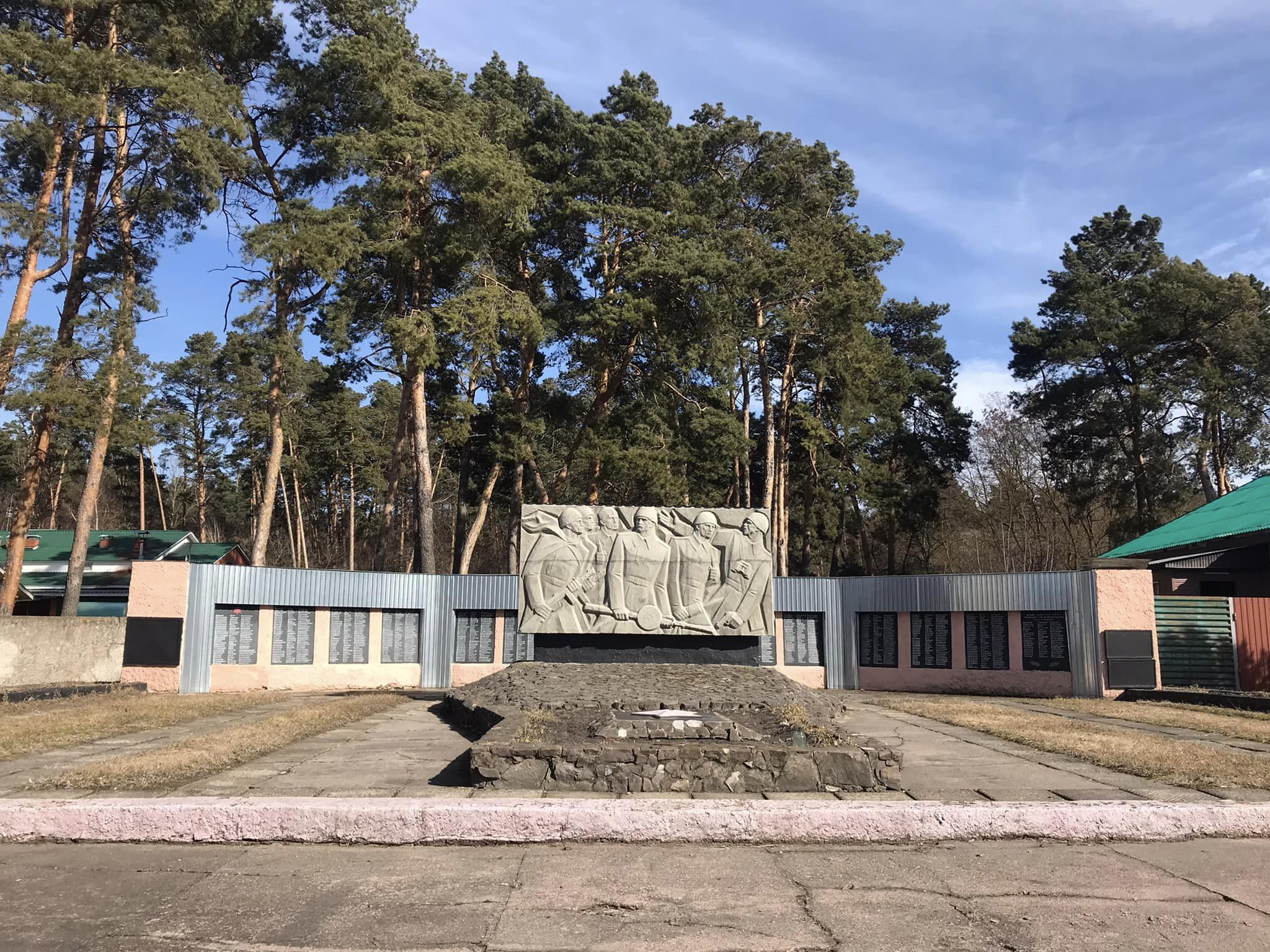
Памятник погибшим в Великой Отечественной войне 1941-1945 гг.

## История
- 1667 — дата основания.

## Население
Население по переписи 2001 года составляло 1959 человек.

### Языковой состав
Родной язык населения по данным переписи 2001 года:
| Язык       | Численность, чел. | Доля     |
| ---------- | ----------------- | -------- |
| Украинский | 1 921             | 98,06 %  |
| Русский    | 33                | 1,68 %   |
| Другие     | 5                 | 0,26 %   |
| Итого      | 1 959             | 100,00 % |

## Известные уроженцы, жители
- Воронцов, Алексей Иванович (1916-1997) — советский хозяйственный, государственный и политический деятель.

## Экономика
- Молочно-товарная и свино-товарная фермы.

## Объекты социальной сферы
- Школа, клуб, детский сад, магазины.